# Aurélien Chedjou
Aurélien Bayard Chedjou Fongang (* 20. Juni 1985 in Douala), besser bekannt als Aurélien Chedjou, ist ein kamerunischer ehemaliger Fußballspieler.

## Karriere
Chedjou begann seine Karriere bei der Kadji Sports Academy, wo auch Spieler wie Samuel Eto’o, Idriss Carlos Kameni und Éric Djemba-Djemba unter Vertrag standen.
2002 wechselte er nach Spanien und kam in den Kader des FC Villarreal, wo er jedoch nur in der B-Mannschaft auflaufen durfte. Nach einem Jahr auf der iberischen Halbinsel wechselte über die Pyrenäen und spielte in der Saison 2003/04 beim FC Pau einen unterklassigen Verein in Frankreich. Über Pau und der zweiten Mannschaft von AJ Auxerre, welcher er von 2004 bis 2006 angehörte, kam er zum FC Rouen, wo er ebenfalls ohne großen Erfolg blieb.
Glücklicherweise klopfte OSC Lille beim Abwehrspezialisten an und Chedjou unterschrieb Januar 2007 einen Vertrag bei den Nordfranzosen. Dort konnte er sich als Einsatzspieler durchsetzen und gab sein Debüt in der Ligue 1 am 1. Dezember 2007 gegen Olympique Marseille, als er durchspielen durfte. Das Spiel endete 1:1. In dieser Saison kam er auf einen weiteren Einsatz gegen den FC Toulouse. Die Saison 2008/09 war die bisher erfolgreichste in der Spielerkarriere Chedjous. Er wurde zum Stammspieler und konnte sich mit Lille durch den fünften Platz in der Meisterschaft für die Europa League qualifizieren. Er kam in 28 Spielen zum Einsatz. Chedjous erstes Spiel auf der internationalen Bühne gab er am 6. August 2009 im Rückspiel gegen den serbischen Vertreter FK Sevojno. Das Spiel endete 2:0 für OSC, wobei der Kameruner eine gelbe Karte erhielt. Mit dem 2:0 vom Hinspiel stieg der OSC Lille im Gesamtscore von 4:0 auf und stand damit im Play-off für den Einzug in die Gruppenphase der UEFA Europa League 2009/10.
2011 gewann man das Double (Pokalsieg und Meisterschaft).
2009 konnte er auch sein Debüt in der Nationalmannschaft Kameruns geben. Im WM-Qualifikationsspiel für die Fußball-Weltmeisterschaft 2010 in Südafrika, spielte Chedjou gegen Marokko 54 Minuten, ehe er für Daniel Ngom Kome ausgewechselt wurde.
Weiters nahm er an den Olympischen Spielen 2008 in Peking teil. Er kam in allen Spielen der Kameruner zum Einsatz, wobei er in allen Gruppenspielen ausgewechselt wurde. Im Viertelfinale gegen Italien spielte er durch, konnte das 0:2 nach Verlängerung aber nicht verhindern.
Im Juli des Jahres 2013 wechselt er für 6,3 Millionen Euro zum türkischen Erstligisten Galatasaray Istanbul und unterschrieb einen Vierjahresvertrag. Diese Saison konnte er mit dem Pokalsieg krönen. In der darauffolgenden Saison gewann er das Double mit den „Gelb-Roten“.
Im Sommer 2017 wechselte er zum Stadt- und Ligarivalen Istanbul Başakşehir FK. Hier absolvierte er eine Partie und fiel den Rest der Saison verletzungsbedingt aus. Für die Spielzeit 208/19 wurde er an den Erstligisten Bursaspor ausgeliehen.
Während der Sommertransferperiode 2019 löste er seinen Vertrag mit Istanbul Başakşehir FK vorzeitig auf und wechselte zu SC Amiens.

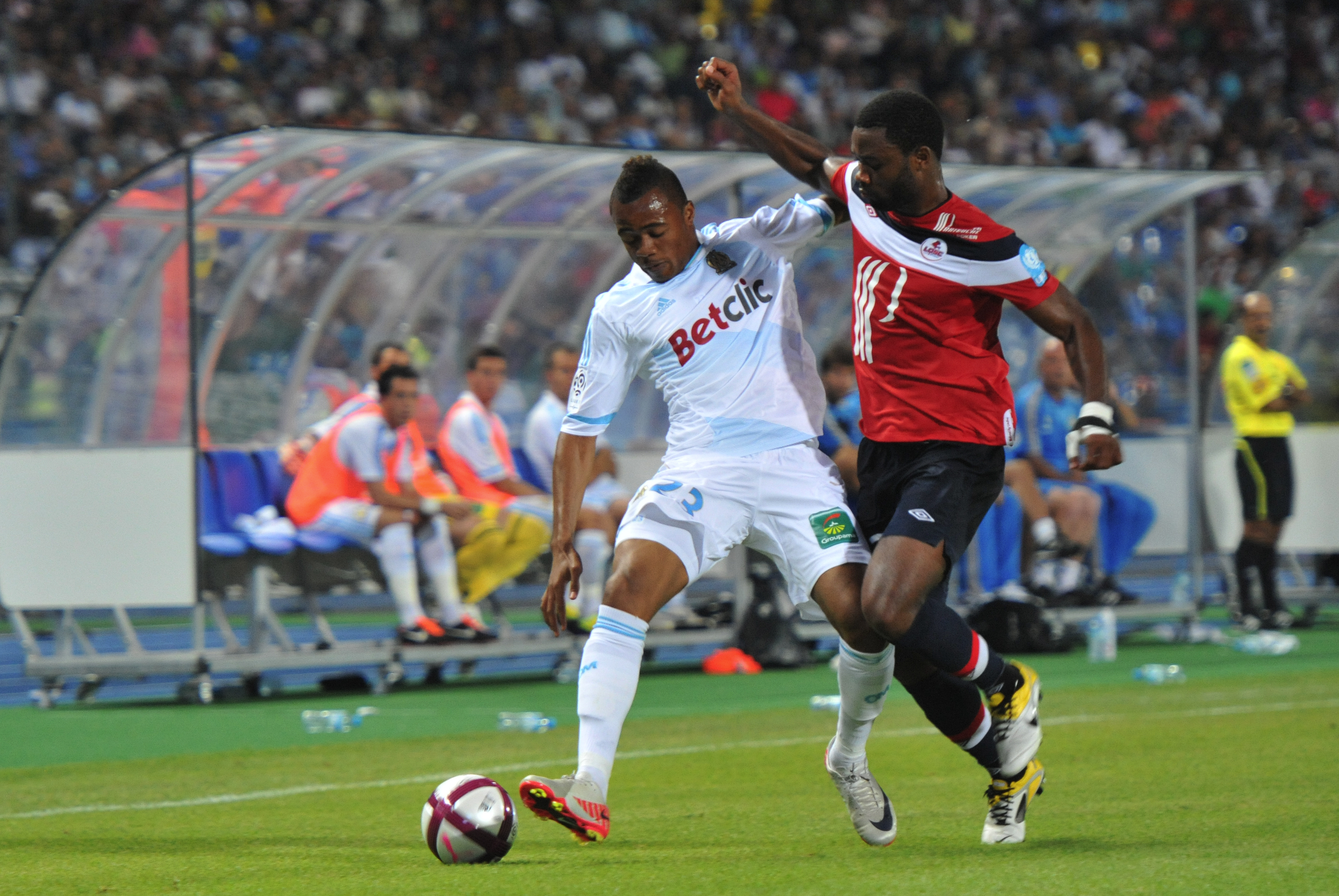
Aurélien Chedjou (Rechts) gegen Jordan Ayew (Links) beim Spiel um den französischen Supercup 2011

## Erfolge

### Nationalmannschaft
- Olympische Spiele:
  - Viertelfinalist 2008 in der VR China (4 Einsätze)
- CAF-Afrikameisterschaft:
  - Viertelfinalist 2010 in Angola (3 Einsätze)
- FIFA-Weltmeisterschaft:
  - Teilnahme 2010 in Südafrika (1 Einsatz)

### Verein
OSC Lille
- Französischer Pokalsieger: 2010/11
- Französischer Meister: 2010/11

Galatasaray Istanbul
- Türkischer Meister: 2014/15
- Türkischer Pokalsieger: 2013/14, 2014/15, 2015/16
- Türkischer Fußball-Supercup-Sieger: 2013, 2015, 2016